# Fabien Leclercq
Pour les articles homonymes, voir Leclercq.
Fabien Leclercq est un footballeur français né le 19 octobre 1972 à Lille. Il est défenseur. 
Fabien Leclercq a joué un total de 192 matchs en Ligue 1.

## Carrière
- Avant 1980 :  US Lesquin
- 1980-1989 :  Lille OSC (centre de formation)
- 1989-1999 :  Lille OSC
- 1999-2000 :  Heart of Midlothian
- 2000-2001 :  AS Cannes
- 2001-2005 :  ASOA Valence
- 2005-2006 :  FC Sète
- 2006-2008 :  Gap FC
- 2008-2010 :  FC Rhône Vallées[1]